# Sourou Migan Apithy
Sourou Migan Apithy (Porto-Novo, 8 april 1913 – Parijs, 12 november 1989) was een politicus uit Dahomey (het huidige Benin).
Apithy bezocht diverse missiescholen en studeerde politieke wetenschappen in Frankrijk. Na zijn studie werkte hij in Frankrijk als boekhouder. In 1946 werd hij in de Franse Nationale Assemblée gekozen voor de Rassemblement Démocratique Africain (RDA), een sociaaldemocratische en nationalistische partij met regionale afdelingen in diverse West-Afrikaanse landen. In 1948 brak hij met de RDA en richtte de Parti Républicain Dahoméen (PRD) op, een sociaaldemocratische partij geïnspireerd op het gedachtegoed van de Senegalese schrijver en politicus Léopold Sédar Senghor. Later wijzigde hij de partijnaam in Parti Démocratique (PD)
In 1956 werd Apithy tot burgemeester van Porto-Novo gekozen en op 25 mei 1957 werd hij tot vicepresident van de Regeringsraad van Dahomey gekozen. In mei 1958 werd hij minister-president. In december 1959 werd Dahomey een autonome republiek.
Bij de verkiezingen van mei 1959 werd hij bij de verkiezingen verslagen door zijn rivaal van de Rassemblement Démocratique du Dahomé (RDD), Hubert Maga, die daarop premier werd en in 1960 president van de Republiek Dahomey.
In 1960 werd Apithy vicepresident in de coalitieregering. Van 27 oktober tot 28 oktober 1963 was hij lid van de Voorlopige Regering. Hij richtte samen met Justin Ahomadegbé-Tomêtin de Parti démocratique dahoméen op.
In 1970 werd Apithy een van de drie leden (samen met Maga en Justin Ahomadegbé-Tomêtin) van de Presidentiële Raad (het  collectieve staatshoofd). Na de coup van majoor Matthieu Kérékou in oktober 1972 leefde hij in ballingschap. Hij overleed in 1989 in Frankrijk, net voordat het democratiseringsproces in Benin weer op gang kwam.